# إيمان همام
إيمان همام (من مواليد 5 أكتوبر 1996) عارضة أزياء هولندية من أصل مصري ومغربي. وقد ظهرت على غلاف مجلة فوج الأمريكية ثلاث مرات.

## الحياة الشخصية
لديها أخت اسمها عائشة همام.
إيمان هي مسلمة، وقد ذكرت من قبل: "أنا نصف مغربية، ونصف مصرية، ولدت في أمستردام. أنا مسلمة، وفخورة بتراثي وجذوري. أريد أن أكون نموذجا يحتذى به للفتيات الصغيرات اللواتي يصارعن العنصرية أو يصارعن مظهرهن أو لون بشرتهن. كان لدي ناعومي كامبل، والتي نظرت إليها كامرأة سوداء قوية. لكن ليس هناك العديد من عارضات الأزياء العرب، وكوني عارضة أزياء عربية أفريقية، أحاول فتح الأبواب أمام المزيد من الفتيات العربيات. "
تعتبر نفسها تنتمي إلى العرق الأسود أكثر من الشرق الأوسط ويرجع ذلك إلى كون تراثها أفريقي وليس آسيوي.

## روابط خارجية
- إيمان همام على موقع IMDb (الإنجليزية)
- إيمان همام على موقع قاعدة بيانات الفيلم (الإنجليزية)
- إيمان همام على موقع دليل عارضات الأزياء (الإنجليزية)